# Liste der Kulturdenkmäler in Allmenrod
Die folgende Liste enthält die in der Denkmaltopographie ausgewiesenen Kulturdenkmäler auf dem Gebiet des Ortsteils Allmenrod der  Stadt Lauterbach, Vogelsbergkreis, Hessen.
Hinweis: Die Reihenfolge der Denkmäler in dieser Liste orientiert sich an der Anschrift, alternativ ist sie auch nach der Bezeichnung, der vom Landesamt für Denkmalpflege vergebenen Nummer oder der Bauzeit sortierbar.
Kulturdenkmäler werden fortlaufend im Denkmalverzeichnis des Landes Hessen durch das Landesamt für Denkmalpflege Hessen auf Basis des Hessischen Denkmalschutzgesetzes (HDSchG) geführt. Die Schutzwürdigkeit eines Kulturdenkmals hängt nicht von der Eintragung in das Denkmalverzeichnis des Landes Hessen oder der Veröffentlichung in der Denkmaltopographie ab.

| Bild                 | Bezeichnung          | Lage                                                              | Beschreibung | Bauzeit                      | Objekt-Nr. |
| -------------------- | -------------------- | ----------------------------------------------------------------- | --- | ---------------------------- | ---------- |
| Friedhof             | Friedhof             | Am Dirkelberg 8 (außerhalb Ortslage) LageFlur: 6, Flurstück: 10/5 | Der Friedhof wird von einer (in jüngster Zeit nach Westen erweiterten) niedrigen Trockenmauer aus großen, flachen Basaltsteinen umgeben. Das zum Dorf hin gelegene Portal rahmen zwei Sandsteinpfosten mit profilierten, kugelbekrönten Abdeckungen.                                          | 17. Dezember 1827 eingeweiht | 66386 DDB  |
| Bild gesucht BW      | Gesamtanlage         | Gesamtanlage Allmenrod Lage                                       | Die Gesamtanlage Allmenrod wird eindrucksvoll von - meist im 20. Jahrhundert ausgebauten - bäuerlichen Höfen des 18., 19. und frühen 20. Jahrhunderts bestimmt, die in der Art eines Haufendorfes unregelmäßig angeordnet sind.                                                               |                              | 66345 DDB  |
| Ehemaliges Schulhaus | Ehemaliges Schulhaus | Talstraße 8 LageFlur: 1, Flurstück: 44/6                          | 1905 errichteter querrechteckiger und zweigeschossiger Fachwerkbau unter Krüppelwalmdach. | 1905                         | 66346 DDB  |
| weitere Bilder       | Evangelische Kirche  | Talstraße 12 LageFlur: 1, Flurstück: 41/4                         | Am nordöstlichen Rand des Dorfes und ursprünglich durch Häuser von der Straße getrennt, wurde die Allmenröder Kirche 1728–29 durch Zimmermeister Parr aus Lich erbaut. | 1728                         | 66348 DDB  |
|                      |                      | Talstraße 18 LageFlur: 1, Flurstück: 80/1                         | Kern der Hofanlage ist das vierzonige ehemalige Wohn-Stall-Haus, das mit seinem linken Giebel der Hauptstraße zugewandt ist. Als Baujahr wird 1727 überliefert. | 1727                         | 66352 DDB  |
|                      |                      | Talstraße 19 LageFlur: 1, Flurstück: 48/6                         | In mehreren Phasen winkelförmig ausgebauter Hof. Ältester Teil ist das Obergeschoss des zum Oberdorf giebelständigen Wohnteils, wo eine Fachwerkkonstruktion erhalten ist, wie sie im ländlichen Bereich im späten 17. und frühen 18. Jahrhundert üblich war.                                 | Ende 17. Jahrhundert         | 66354 DDB  |
|                      |                      | Talstraße 21 LageFlur: 1, Flurstück: 35/6                         | Wirkungsvoll in die Dorfmitte eingefügte Hofanlage aus den 1930er Jahren. | 1905 bis 1955                | 66356 DDB  |
|                      |                      | Talstraße 22 LageFlur: 1, Flurstück: 28                           | Der giebelständige Wohnteil des als Parallelhof ausgebildeten Anwesens zeigt eine qualitätvolle Fachwerkkonstruktion, die noch durch die ältere Mann-Form (ohne Halsriegel) verstrebt ist, also eine Datierung in das frühe 18. Jahrhundert zulässt.                                          | Anfang 18. Jahrhundert       | 66358 DDB  |
|                      |                      | Talstraße 23 LageFlur: 1, Flurstück: 106/5                        | Großer, mit dem verschindelten, wohl noch aus dem 18. Jahrhundert datierenden Wohnteil zur Straße gerichteter Streckhof. | 1795 bis 1805                | 66360 DDB  |
|                      |                      | Talstraße 25 LageFlur: 1, Flurstück: 106/5                        | Von der Straße zurückgesetzter, traufständiger Streckhof. Rechts der zweizonige Wohnbereich auf relativ hohem Sockel. Die erneuerte Fachwerkkonstruktion des Erdgeschosses behielt noch einen Eckständer, der wie der des Obergeschosses eine gedrehte Säule mit eingeritzten Spiralen zeigt. | 1787                         | 66362 DDB  |
|                      |                      | Talstraße 27 LageFlur: 1, Flurstück: 108/2                        | Gut erhaltenes und ortsbildprägendes Beispiel eines traufständigen Einhofes aus dem frühen 19. Jahrhundert. | Anfang 19. Jahrhundert       | 66364 DDB  |
|                      |                      | Talstraße 29 LageFlur: 1, Flurstück: 110/3                        | Von der in den 1930er Jahren an einer Biegung der Hauptstraße neu erbauten Hofanlage kommt dem gut erhaltenen, großen Wohnhaus eine besondere städtebauliche Bedeutung zu. | 1930                         | 66366 DDB  |
|                      |                      | Talstraße 30 LageFlur: 1, Flurstück: 19/2                         | Erhalten hat sich das traufständige, mit Schindeln verkleidete Wohnhaus eines Hofes. | 1725 bis 1775                | 66368 DDB  |
|                      |                      | Talstraße 33 LageFlur: 1, Flurstück: 113/3                        | Das Haus, angeblich aus dem Jahr 1670, ist in den älteren Denkmallisten als eines von sehr wenigen bäuerlichen Anwesen im Landkreis verzeichnet. | 1670                         | 66370 DDB  |
| Spritzenhaus         | Spritzenhaus         | Talstraße 13A LageFlur: 1, Flurstück: 20/7                        | Der kleine Holzbau wurde etwa 1933 als Ersatz für ein vor der Kirche platziertes und dort abgebranntes Spritzenhaus am nördlichen Ortsrand errichtet. | 1928 bis 1938                | 66350 DDB  |
|                      |                      | Lauterweg 3 LageFlur: 1, Flurstück: 99/3                          | Am südwestlichen Rand des Dorfes groß angelegtes Gehöft mit an drei Seiten umbauter Hoffläche. | 1895                         | 66372 DDB  |
|                      |                      | Oberdorf 2 LageFlur: 1, Flurstück: 85/1                           | Große Hofanlage von ortsbildprägender Wirkung. Ältester Bauteil ist das traufständige, zweizonige Wohnhaus, entstanden wohl noch vor der Mitte des 18. Jahrhunderts. | Anfang 17. Jahrhundert       | 66374 DDB  |
|                      |                      | Oberdorf 5 LageFlur: 1, Flurstück: 51/2                           | Der älteste Teil der groß ausgebauten Hofanlage ist das giebelständige, zweizonige Wohnhaus. | 1725 bis 1775                | 66376 DDB  |
|                      |                      | Querweg 3 LageFlur: 1, Flurstück: 75/4                            | Winkelhof mit giebelständig zur Straße stehendem Wohnhaus. Die Traufseite des Wohnhauses ist verschindelt und regelmäßig in fünf Achsen gegliedert. | 1825 bis 1875                | 66378 DDB  |
|                      |                      | Steigersweg 1 LageFlur: 1, Flurstück: 88/3                        | In der Mitte des Dorfes stehend, zeichnet sich das Haus durch Größe und Dachgestaltung aus: es handelt sich um das Wohnhaus wohl eines ursprünglich riedeselischen Lehnhofes, der sich als solcher aus den gedruckten Quellen allerdings nicht nachweisen lässt.                              | 1713                         | 66380 DDB  |
|                      |                      | Steigersweg 2 LageFlur: 1, Flurstück: 92/1                        | In mehreren Phasen ausgebaute Hofanlage. Der in zwei Zonen gegliederte Wohnbereich stellt den ältesten Bauabschnitt dar. | Anfang 18. Jahrhundert       | 66382 DDB  |
|                      |                      | Steigersweg 7 LageFlur: 1, Flurstück: 79/1                        | Am Dorfrand einzeln stehender, gut erhaltener Scheunenbau, der bereits auf dem Parzellenhandriss von 1831 eingetragen ist. | um 1831                      | 66384 DDB  |

- Karte mit allen Koordinaten der Denkmäler:
- OSM |
- WikiMap